# Park Narodowy El Cocuy
Park Narodowy El Cocuy (hiszp. Parque nacional natural El Cocuy) – park narodowy w Kolumbii położony w departamentach Arauca, Boyacá i Casanare. Został utworzony 5 lutego 1977 roku i zajmuje obszar 3058,79 km². W 2008 roku został zakwalifikowany przez BirdLife International jako ostoja ptaków IBA. Na południe od niego znajduje się Park Narodowy Pisba.

## Opis
Park znajduje się na wschodnich zboczach Kordyliery Wschodniej, na wysokościach od 600 do 5330 m n.p.m. Obejmuje większą część pasma górskiego Sierra Nevada del Cocuy. Pasmo składa się z dwóch równoległych grzbietów ciągnących się z północy na południe przez 30 km. Znajduje się tu 25 szczytów pokrytych szybko topniejącymi w ostatnich latach lodowcami, z których 15 ma powyżej 5000 m n.p.m. Najwyższy szczyt to Ritacuba Blanco (5410 m lub 5464 m w zależności od źródła) będący zarazem najwyższym szczytem kolumbijskiej Kordyliery Wschodniej. Linia wiecznego śniegu zaczyna się na wysokości około 4500 m. Park obejmuje największą strefę lodowcową w Ameryce Południowej na północ od równika. W parku znajduje się ponad 150 jezior lodowcowych (m.in.: La Plaza, Avellanal i Grande de la Sierra) i około 80 rzek i strumieni. Pasmo stanowi dział wodny między dorzeczem Magdaleny (rzeka Chicamocha) a dorzeczem Orinoka (rzeka Casanare). Niżej położoną część parku pokrywa wilgotny las równikowy i tropikalny wilgotny las górski. Większą część parku, powyżej 3000 m n.p.m., zajmuje paramo.
Średnia roczna temperatura w parku wynosi w zależności od wysokości od 0 do +20 °C.
We wschodniej części parku znajdują się rezerwaty rdzennych mieszkańców z ludu Uwa, dlatego ta część parku jest zamknięta dla ruchu turystycznego.
Od 1985 roku park był okupowany przez partyzantów z ELN (Armia Wyzwolenia Narodowego). Na początku XXI wieku wkroczyła tu armia kolumbijska i od tego momentu jest on dostępny dla turystów. Od 2017 roku, po protestach rdzennej ludności, ograniczono ruch turystyczny. Niedostępne stały się dla wspinaczy najwyższe szczyty i lodowce.

## Flora
W parku rosną narażone na wyginięcie (VU) Espeletia jimenez-quesadae i Cedrela montana, a także m.in.: Espeletia lopezii, Espeletia congestiflora, Draba hammenii, Oritrophium cocuyense, Senecio cleefi, Senecio cocuyanus, Alnus acuminata, Polylepis cuadriguja, Calamagrostis effusiflora, Espeletiopsis colombiana, Espeletiopsis petiolata, Libanothanenues tamanus, Cariniana pyriformis, Oreopanax bogotensis, Aegiphila grandis, Cordia alliodora.

## Fauna
Ssaki żyjące w parku to krytycznie zagrożony wyginięciem (CR) wełniak brunatny z podgatunku Lagotrix lagotricha lugens, zagrożony wyginięciem (EN) tapir górski, narażone na wyginięcie (VU) kapucynka czarno-biała, pekari białobrody, mazama karłowata, andoniedźwiedź okularowy i ocelot tygrysi, a także m.in.: puma płowa, jaguar amerykański, mulak białoogonowy, paka górska.
Ptaki to zagrożone wyginięciem (EN) czubacz hełmiasty i strzyżyk stokowy, narażone na wyginięcie (VU) rudosterka brązowogardła i kondor wielki, a także m.in.: aguja wielka czy skalikurek gujański.